# April Come She Will
April Comes She Will (四月になれば彼女は?, Shigatsu ni nareba kanojo ha, lett. "Ad aprile con lei") è un romanzo rosa giapponese di Genki Kawamura. È stato serializzato dal 5 e 12 maggio 2016 al 6 ottobre 2016 ed è stato pubblicato il 4 novembre 2016 in brossura Bungeishunju. All'inizio, Kawamura voleva scrivere un romanzo d'amore, ma quando si rese conto che l'amore stava scomparendo intorno a lui, pensò: "Allora dovrei scrivere una storia sull'assenza dell'amore" e, dopo aver consultato uno psichiatra di 40 anni, decise il tema del romanzo, dicendo: "Non puoi risolvere i tuoi problemi da solo".
Un film basato sul romanzo e diretto da Tomokazu Yamada, è uscito il 22 marzo 2024.

## Edizioni
- (JA) Genki Kawamura, April Come She Will, Bungeishunju, 4 novembre 2016, ISBN 978-4-16-390553-2.
- (JA) Genki Kawamura, April Come She Will, Bungeishunju, 10 luglio 2019, ISBN 978-4-16-791307-6.